# Státní hranice Švýcarska

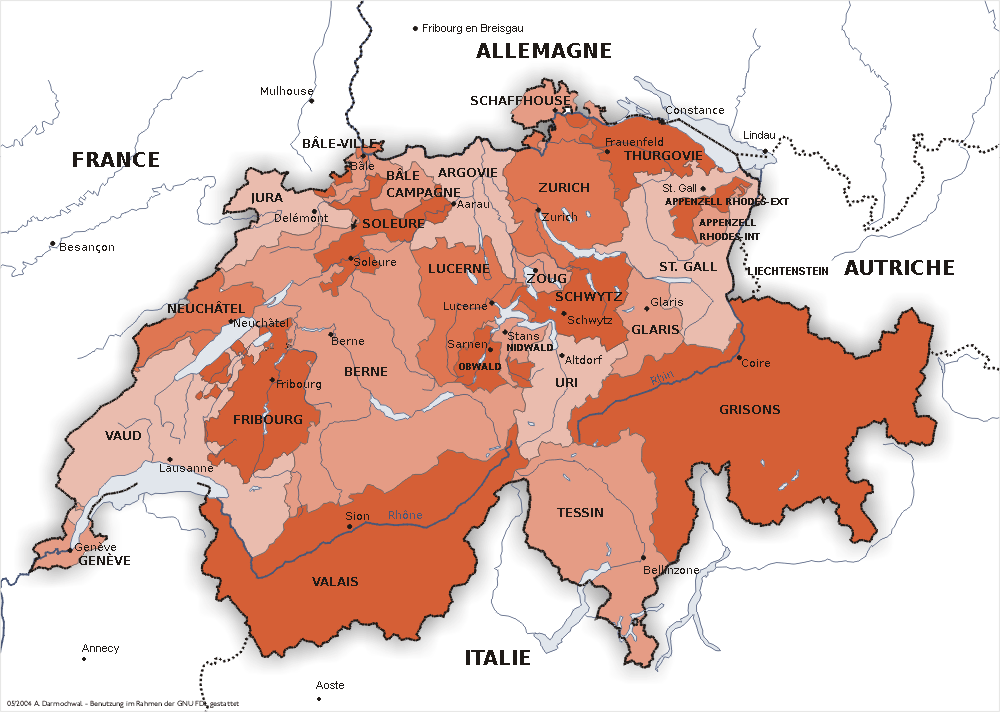
Mapa Švýcarska, znázorňující rozdělení kantonů a hranic.

Státní hranice Švýcarska jsou státní hranice, které Švýcarsko (Švýcarská konfederace) sdílí se sousedními státy. Švýcarsko sousedí s 5 státy, celková délka hranice je 1 852 kilometrů, což jej řadí na 90. pozici mezinárodních pozemních hranic.
| Hraniční země   | Délka (km) | dotčené švýcarské kantony                                                   |
| --------------- | ---------- | --------------------------------------------------------------------------- |
| Německo         | 334        | Aargau, Basel-Landschaft, Basel-City, Schaffhausen, Thurgau, Curych         |
| Rakousko        | 164        | Graubünden, St. Gallen                                                      |
| Francie         | 573        | Basel-Country, Basel-City, Geneva, Jura, Neuchâtel, Solothurn, Wallis, Vaud |
| Lichtenštejnsko | 41         | Graubünden, St. Gallen                                                      |
| Itálie          | 740        | Graubünden, Ticino, Wallis                                                  |